# 多安·汉哲
多安·汉哲（土耳其語：Doğan Hancı，1970年9月30日—），土耳其男子射箭运动员。他曾代表土耳其参加2012年夏季残疾人奥林匹克运动会射箭比赛，获得男子个人复合弓公开级铜牌。